# علي النخلي
علي موسى النخلي هو لاعب كرة قدم سعودى يلعب لنادي النعيرية.

## مسيرة اللاعب
تدرج في الفئات السنية بنادي الخليج و بعدها لعب مع نادي الحائط ونادي هجر ونادي الشرق ونادي النجوم ونادي الصقور ونادي بيش ونادي طويق ونادي النعيرية.